# Laneuveville-aux-Bois
Laneuveville-aux-Bois és un municipi francès situat al departament de Meurthe i Mosel·la i a la regió del Gran Est. L'any 2007 tenia 320 habitants.

## Demografia

### Població
El 2007 la població de fet de Laneuveville-aux-Bois era de 320 persones. Hi havia 122 famílies, de les quals 28 eren unipersonals (16 homes vivint sols i 12 dones vivint soles), 37 parelles sense fills, 49 parelles amb fills i 8 famílies monoparentals amb fills.
La població ha evolucionat segons el següent gràfic:
Habitants censats

### Habitatges
El 2007 hi havia 133 habitatges, 123 eren l'habitatge principal de la família, 6 eren segones residències i 4 estaven desocupats. 125 eren cases i 8 eren apartaments. Dels 123 habitatges principals, 98 estaven ocupats pels seus propietaris, 21 estaven llogats i ocupats pels llogaters i 4 estaven cedits a títol gratuït; 2 tenien dues cambres, 11 en tenien tres, 36 en tenien quatre i 74 en tenien cinc o més. 116 habitatges disposaven pel capbaix d'una plaça de pàrquing. A 44 habitatges hi havia un automòbil i a 61 n'hi havia dos o més.

### Piràmide de població
La piràmide de població per edats i sexe el 2009 era:
| Homes | Edats   | Dones |
| ----- | ------- | ----- |
| 0     | 95 o +  | 4     |
| 0     | 90 a 94 | 0     |
| 0     | 85 a 89 | 4     |
| 4     | 80 a 84 | 0     |
| 8     | 75 a 79 | 0     |
| 0     | 70 a 74 | 24    |
| 12    | 65 a 69 | 8     |
| 4     | 60 a 64 | 0     |
| 4     | 55 a 59 | 4     |
| 8     | 50 a 54 | 16    |
| 4     | 45 a 49 | 4     |
| 28    | 40 a 44 | 12    |
| 8     | 35 a 39 | 8     |
| 0     | 30 a 34 | 4     |
| 12    | 25 a 29 | 8     |
| 0     | 20 a 24 | 12    |
| 12    | 15 a 19 | 12    |
| 16    | 10 a 14 | 12    |
| 0     | 5 a 9   | 4     |
| 4     | 0 a 4   | 12    |

## Economia
El 2007 la població en edat de treballar era de 206 persones, 140 eren actives i 66 eren inactives. De les 140 persones actives 125 estaven ocupades (75 homes i 50 dones) i 15 estaven aturades (3 homes i 12 dones). De les 66 persones inactives 18 estaven jubilades, 35 estaven estudiant i 13 estaven classificades com a «altres inactius».

### Ingressos
El 2009 a Laneuveville-aux-Bois hi havia 125 unitats fiscals que integraven 323 persones, la mediana anual d'ingressos fiscals per persona era de 16.802 €.

### Activitats econòmiques
Dels 6 establiments que hi havia el 2007, 1 era d'una empresa de fabricació d'altres productes industrials, 4 d'empreses de construcció i 1 d'una empresa financera.
Dels 3 establiments de servei als particulars que hi havia el 2009, 2 eren paletes i 1 fusteria.
L'any 2000 a Laneuveville-aux-Bois hi havia 6 explotacions agrícoles.

## Equipaments sanitaris i escolars
El 2009 hi havia una escola elemental integrada dins d'un grup escolar amb les comunes properes formant una escola dispersa.

## Poblacions més properes
El següent diagrama mostra les poblacions més properes.